# Torben Grimmel
Torben Grimmel (n. 23 noiembrie 1975, Odder, Regiunea Midtjylland, Danemarca) este un trăgător de tir ce a reprezentat Danemarca, medaliat olimpic. A participat la 5 ediții ale Jocurilor Olimpice (1996, 2000, 2004, 2012, 2016) în care a câștigat o medalie de argint.